# Liste der Naturdenkmale in Sasbach am Kaiserstuhl
| Naturdenkmale | Anzahl |
| ------------- | ------ |
| FND           | 2      |
| END           | 2      |
| Gesamt        | 4      |

Die Liste der Naturdenkmale in Sasbach nennt die verordneten Naturdenkmale (ND) der im baden-württembergischen Landkreis Emmendingen liegenden Gemeinde Sasbach. In Sasbach gibt es insgesamt vier als Naturdenkmal geschützte Objekte, davon zwei flächenhafte Naturdenkmale (FND) und zwei Einzelgebilde-Naturdenkmale (END).
Stand: 26. März 2017.

## Flächenhafte Naturdenkmale (FND)
| Name                       | Bild | Kennung     | Einzelheiten | Position | Fläche Hektar | Datum         |
| -------------------------- | ---- | ----------- | ------------ | -------- | ------------- | ------------- |
| Kapelle auf dem Litzelberg | BW   | 83160380006 | Sasbach      | ⊙        | 1,5           | 8. Sep. 1969  |
| Lützelberg                 | BW   | 83160380001 | Sasbach      | ⊙        | 1,2           | 14. März 1979 |
| Legende für Naturdenkmal   |      |             |              |          |               |               |

## Einzelgebilde (END)
| Name                     | Bild | Kennung     | Einzelheiten | Position | Fläche Hektar | Datum        |
| ------------------------ | ---- | ----------- | ------------ | -------- | ------------- | ------------ |
| Fähreiche Jechtingen     | BW   | 83160380040 | Sasbach      | ⊙        | 0,0           | 3. Mai 1958  |
| 1 Baumgruppe             | BW   | 83160380002 | Sasbach      | ⊙        | 0,0           | 8. Sep. 1969 |
| Legende für Naturdenkmal |      |             |              |          |               |              |